# Bauvin
Bauvin is een gemeente in het Franse Noorderdepartement (regio Hauts-de-France). De gemeente telde op 1 januari 2022 5.124 inwoners en maakt deel uit van het arrondissement Rijsel. Ten noorden en westen van Bauvin loopt de gekanaliseerde Deule, waarop hier het Canal d'Aire aansluit.

## Geografie
De oppervlakte van Bauvin bedroeg op 1 januari 2022 3,85 vierkante kilometer; de bevolkingsdichtheid was toen 1.330,9 inwoners per km².

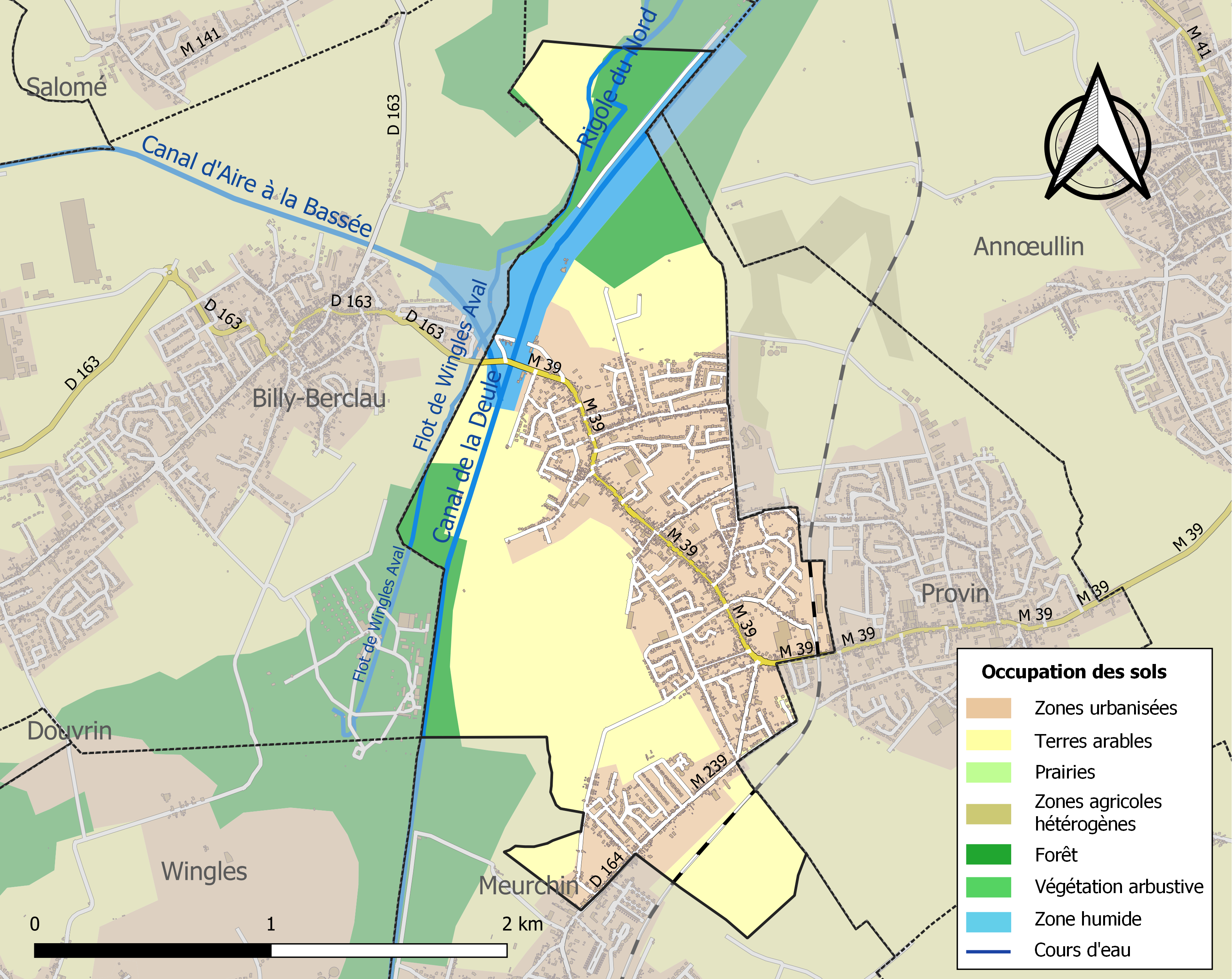
Kaart van de gemeente met belangrijkste infrastructuur, bodemgebruik en omliggende gemeenten

## Bezienswaardigheden
- De Église Saint-Quentin

## Demografie
Onderstaande figuur toont het verloop van het inwonertal (bron: INSEE-tellingen).

## Verkeer en vervoer
In Bauvin staat tegen de grens met Provin het Station Bauvin - Provin op de spoorlijn Lens - Don-Sainghin.